# Hervé Fischer
Pour les articles homonymes, voir Fischer.
Hervé Fischer, né à Paris en 1941, est un écrivain, philosophe, sociologue et artiste de nationalité française et canadienne.

## Biographie
Artiste et philosophe, de double nationalité, française et canadienne, il vit à Montréal. Il a étudié à l'École normale supérieure et à l'Université du Québec à Montréal. Il a enseigné à la Sorbonne-Paris V et à l'École nationale supérieure des arts décoratifs. Il a été titulaire de la chaire Daniel Langlois des technologies numériques et des beaux-arts à l'Université Concordia, où il a développé le projet du média lab québécois Hexagram. Il est actuellement professeur associé à l'Université du Québec à Montréal et fondateur et directeur de l'Observatoire international du numérique.
Cofondateur et théoricien de l'art sociologique en 1971, il s'est par la suite consacré à la mythanalyse. Il a fondé en 2014 à Montréal La Société internationale de mythanalyse.
En tant qu'artiste, il a été représentant de la France à la Biennale de Venise (1974). Il a été invité spécial de la Biennale de São Paulo (1980), invité à la documenta de Kassel en 1982. Il a eu des expositions personnelles dans les musées Galliéra (Paris, 1976), ICC (Anvers), dans les musées d'art contemporain de Montréal (1981), Mexico (1983). Après avoir plongé dans les arts numériques, il retourne à la peinture en 1999, sur les thèmes du numérique, de l'économie, de l'écologie et présente des expositions personnelles dans les MNBA de Buenos Aires (2003), Montevideo (2004), Santiago du Chili (2006), Neuquen (2009), au Centro Wilfredo Lam - invité spécial de la Xe Biennale de La Havanne (2009), ainsi qu'au Musée d'art moderne de Céret (France) (rétrospective), 2010. En 2011, il lance le "Tweet art", ou "Tuitart" et la "Tweet philosophie" sur Twitter. Il évolue vers un "art philosophique", qu'il justifie publiquement, théorise dans "L'avenir de l'art" et met en pratique dans sa création. Le Centre Pompidou lui a consacré une rétrospective "Hervé Fischer et l'art sociologique" en 2017.
Agitateur d'idées interactives,  selon le journal Le Monde, pionnier du multimédia et des arts numériques au Québec (coorganisateur des Nouvelles aventures de Marco Polo, roman télématique francophone avec huit auteurs de trois continents en 1984, fondation de la Cité des arts et des nouvelles technologies de Montréal avec Ginette Major en 1985, organisateur des expositions et de la compétition internationale d'animation par ordinateur Images du futur de 1986 à 1997, fondateur du festival Téléscience en 1990, du MIM - Marché international du multimédia en 1992, du premier Café électronique au Canada en 1995), de la Fédération internationale des associations de multimédia en 1997, cofondateur de Science pour tous en 1997.
Au fil de ses livres, il a construit sa pensée philosophique à partir des concepts d'hyperhumanisme, de conscience augmentée, d'éthique planétaire, de mythanalyse, de divergence. Dans Nous serons des dieux (2006), il se révolte contre les intégrismes religieux en croissance et au fait que plus de 80 % des habitants de pays développés croient en une forme de dieu : « Relevez la tête, foules en adoration, devant des dieux inexistants! Cessez de vous agenouiller devant vos propres peurs, de flagorner  vos propres chimères, comme des courtisans d'illusions. C'est vous seuls que vous frappez en battant votre coulpe. » Il oppose aussi deux pôles de la civilisation occidentale : Athènes et Jérusalem. Dans le polythéisme grec, « l'homme debout » fait face aux dieux par l'expérience, la raison et la philosophie, tandis que dans le monothéisme chrétien, « l'homme à genoux »  attend la révélation. Il se pose également contre l'opposition de ce qui est naturel et artificiel : il considère ainsi que le miel et le plastique sont de même nature, puisqu'ils sont tous deux des produits d'animaux.

## Honneurs
- 1988 - 1er Prix musique vidéo du NCGA (USA)
- 1998 - Prix Leonardo en art, science et technologie (MIT-USA)
- 2003 - Prix de la Société des écrivains canadiens
- 2009 - Distincion de la cultura cubana
- 2011 - Prix Cartier du Webcom Montréal
- 2013 - Docteur honoris causa des universités du Québec